# Swetlana Sergejewna Boldykowa
Swetlana Sergejewna Boldykowa (russisch Светлана Сергеевна Болдыкова, wiss. Transliteration Svetlana Sergeevna Boldykova; * 7. Juli 1982 in Taschtagol) ist eine ehemalige russische Snowboarderin. Sie startete in den Paralleldisziplinen und nahm an zwei Olympischen Winterspielen sowie sieben Snowboard-Weltmeisterschaften teil.

## Werdegang
Boldykowa trat international erstmals bei den Juniorenweltmeisterschaften 2000 in Berchtesgaden in Erscheinung. Dort belegte sie den 48. Platz im Parallelslalom und den 26. Rang im Parallel-Riesenslalom. In der Saison 2000/01 gewann sie bei der Winter-Universiade 2001 in Zakopane im Parallelslalom sowie im Riesenslalom die Silbermedaille und errang bei den Juniorenweltmeisterschaften 2001 in Nassfeld den 24. Platz im Parallel-Riesenslalom sowie den 11. Platz im Parallelslalom. Zu Beginn der Saison 2001/02 nahm sie in Kaunertal erstmals am Europacup teil und errang dort den 49. Platz im Parallel-Riesenslalom. Im weiteren Saisonverlauf erreichte sie in Sappada mit Platz zwei im Riesenslalom ihre erste Podestplatzierung im Europacup und gab in Bad Gastein ihr Debüt im Snowboard-Weltcup, wobei sie den zehnten Platz im Parallelslalom belegte. Bei den Juniorenweltmeisterschaften 2002 in Rovaniemi wurde sie Zwölfte im Snowboardcross und Fünfte im Parallel-Riesenslalom. In der Saison 2002/03 kam sie bei den Snowboard-Weltmeisterschaften 2003 am Kreischberg auf den 29. Platz im Parallel-Riesenslalom sowie auf den 20. Rang im Parallelslalom und bei der Winter-Universiade 2003 in Tarvis auf den 16. Platz im Riesenslalom. Zudem wurde sie russische Meisterin Parallel-Riesenslalom und im Parallelslalom. In der folgenden Saison belegte sie den 20. Platz im Parallel-Weltcup und erreichte mit vier Siegen den zweiten Platz in der Parallelwertung des Europacups. Außerdem siegte sie erneut bei den russischen Meisterschaften im Parallelslalom. Nach drei Platzierungen außerhalb der ersten zehn zu Beginn der Saison 2004/05, siegte sie beim Europacup in Moskau und errang beim Weltcup in Bad Gastein den fünften Platz im Parallelslalom. Beim Saisonhöhepunkt, den Snowboard-Weltmeisterschaften 2005 in Whistler gewann sie die Silbermedaille im Parallel-Riesenslalom. Zudem errang sie dort den 29. Platz im Parallelslalom. Nach der WM erreichte sie im Weltcup drei Top-Zehn-Platzierungen und errang im Europacup den dritten Platz in Maribor und den ersten Platz in Kiew im Parallelslalom. Die Saison beendete sie auf dem 14. Platz im Parallel-Weltcup und auf dem sechsten Rang in der Parallel-Wertung des Europacups. Ende März 2005 triumphierte sie bei den russischen Meisterschaften im Snowboardcross. In der Saison 2005/06 wurde sie russische Meisterin im Parallelslalom und Achte im Parallel-Riesenslalom bei ihrer ersten Olympiateilnahme im Februar 2006 in Turin. 
In der folgenden Saison holte Boldykowa bei der Winter-Universiade 2007 in Bardonecchia die Silbermedaille im Riesenslalom und erreichte mit vier vierten sowie einen dritten Platz den 13. Platz im Gesamtweltcup sowie den achten Rang im Parallel-Weltcup. Bei den Snowboard-Weltmeisterschaften 2007 in Arosa fuhr sie auf den 36. Platz im Parallelslalom und auf den siebten Rang im Parallel-Riesenslalom. Nach Platz 15 in Landgraaf und Rang fünf in Sölden zu Beginn der Saison 2007/08, siegte sie zweimal im Europacup und holte im Parallel-Riesenslalom in Lake Placid ihren ersten Weltcupsieg. Zudem errang sie in Sungwoo den dritten Platz im Parallel-Riesenslalom und erreichte zum Saisonende mit dem 11. Platz im Gesamtweltcup sowie den fünften Rang im Parallel-Weltcup ihre besten Gesamtergebnisse im Weltcup. In der Parallel-Wertung des Europacups wurde sie Sechste. In der Saison 2008/09 gewann sie zwei Rennen im Europacup und belegte bei den Snowboard-Weltmeisterschaften 2009 in Gangwon den 13. Platz im Parallel-Riesenslalom sowie den zehnten Rang im Parallelslalom. In der folgenden Saison holte sie im Parallel-Riesenslalom im Stoneham ihren zweiten und damit letzten Weltcupsieg und erreichte zum Saisonende den 12. Platz im Parallel-Weltcup. Beim Saisonhöhepunkt, Olympischen Winterspielen 2010 in Vancouver, errang sie den 24. Platz im Parallel-Riesenslalom. In der Saison 2010/11 erreichte sie mit vier Top-zehn-Platzierungen, darunter zwei dritte Plätze den neunten Platz im Parallel-Weltcup. Bei den Snowboard-Weltmeisterschaften 2011 in La Molina fuhr sie auf den 20. Platz im Parallelslalom und auf den 13. Rang im Parallel-Riesenslalom. Nachdem sie in der Saison 2011/12 im Weltcup meist Platzierungen außerhalb der ersten zehn errang, kam sie in der Saison 2012/13 mit drei Top-Zehn-Platzierungen, darunter Platz drei im Parallelslalom in Bad Gastein auf den 13. Platz im Parallel-Weltcup sowie auf den siebten Rang im Parallelslalom-Weltcup. Bei den Snowboard-Weltmeisterschaften 2013 im Stoneham belegte sie den 13. Platz im Parallelslalom und den sechsten Rang im Parallel-Riesenslalom. In den folgenden Jahren errang sie im Weltcup Platzierungen im Mittelfeld. Bei den Snowboard-Weltmeisterschaften 2015 im Lachtal kam sie auf den 26. Platz im Parallelslalom. Ihren 117. und damit letzten Weltcup absolvierte sie im Januar 2016 in Moskau, welchen sie auf dem 22. Platz im Parallelslalom beendete.

## Teilnahmen an Weltmeisterschaften und Olympischen Winterspielen

### Olympische Winterspiele
- 2006 Turin: 8. Platz Parallel-Riesenslalom
- 2010 Vancouver: 24. Platz Parallel-Riesenslalom

### Snowboard-Weltmeisterschaften
- 2003 Kreischberg: 20. Platz Parallelslalom, 29. Platz Parallel-Riesenslalom
- 2005 Whistler: 2. Platz Parallel-Riesenslalom, 29. Platz Parallelslalom
- 2007 Arosa: 7. Platz Parallel-Riesenslalom, 36. Platz Parallelslalom
- 2009 Gangwon: 10. Platz Parallelslalom, 13. Platz Parallel-Riesenslalom
- 2011 La Molina: 13. Platz Parallel-Riesenslalom, 20. Platz Parallelslalom
- 2013 Stoneham: 6. Platz Parallel-Riesenslalom, 13. Platz Parallelslalom
- 2015 Lachtal: 26. Platz Parallelslalom

## Weltcupsiege und Weltcup-Gesamtplatzierungen

### Weltcupsiege
| Nr. | Datum           | Ort         | Disziplin             |
| --- | --------------- | ----------- | --------------------- |
| 1.  | 3. März 2008    | Lake Placid | Parallel-Riesenslalom |
| 2.  | 24. Januar 2010 | Stoneham    | Parallel-Riesenslalom |

### Weltcup-Gesamtplatzierungen
| Saison  | Gesamt | Gesamt | Parallel | Parallel | Parallel-Riesenslalom | Parallel-Riesenslalom | Parallelslalom | Parallelslalom |
| Saison  | Punkte | Platz  | Punkte   | Platz    | Punkte                | Platz                 | Punkte         | Platz          |
| ------- | ------ | ------ | -------- | -------- | --------------------- | --------------------- | -------------- | -------------- |
| 2001/02 | 55     | 34.    | -        | -        | -                     | -                     | 260            | 39.            |
| 2002/03 | -      | -      | 338      | 42.      | -                     | -                     | -              | -              |
| 2003/04 | -      | -      | 2648     | 20.      | -                     | -                     | -              | -              |
| 2004/05 | -      | -      | 2657     | 14.      | -                     | -                     | -              | -              |
| 2005/06 | 687    | 85.    | 687      | 33.      | -                     | -                     | -              | -              |
| 2006/07 | 3286   | 13.    | 3286     | 8.       | -                     | -                     | -              | -              |
| 2007/08 | 4110   | 11.    | 4110     | 5.       | -                     | -                     | -              | -              |
| 2008/09 | 1130   | 58.    | 1130     | 25.      | -                     | -                     | -              | -              |
| 2009/10 | 2290   | 23.    | 2290     | 12.      | -                     | -                     | -              | -              |
| 2010/11 | -      | -      | 2930     | 9.       | -                     | -                     | -              | -              |
| 2011/12 | -      | -      | 1020     | 24.      | -                     | -                     | -              | -              |
| 2012/13 | -      | -      | 1880     | 13.      | 920                   | 17.                   | 1120           | 7.             |
| 2013/14 | -      | -      | 260      | 34.      | 260                   | 21.                   | -              | -              |
| 2014/15 | -      | -      | 1054     | 24.      | 369                   | 24.                   | 685            | 20.            |
| 2015/16 | -      | -      | 90       | 43.      | -                     | -                     | 90             | 40.            |